# Analitična teorija števil
Analítična teoríja števíl je veja teorije števil, ki uporablja metode matematične analize. Eden od njenih prvih uspehov je bila Dirichletova uporaba analize in uvedbe Dirichletove L-funkcije pri dokazu izreka o aritmetičnih zaporedjih, ki zagotavlja obstoj neskončno mnogo praštevil v aritmetičnih zaporedjih oblike {\displaystyle a+nb\,}, kjer sta {\displaystyle a\,} in {\displaystyle b\,} med seboj tuji števili. Dokazi praštevilskega izreka na podlagi Riemannove funkcije ζ so drug mejnik.
Glavna rdeča nit predmeta ostaja sorodna tisti iz časa razcveta tega področja v 1930-ih. Multiplikativna teorija števil se ukvarja s porazdelitvijo praštevil, ki kot rodovne funkcije uporablja Dirichletove vrste. Pričakuje se, da bodo metode veljale za splošno L-funkcijo, čeprav je teorija še v povojih. Tipična problema aditivne teorije števil sta Goldbachova domneva iz leta 1742 in Waringov problem iz leta 1770.
Z razvojem teorije so se menjale nekatere metode. Hardyjeva in Littlewoodova krožna metoda je bila namenjena za potenčne vrste blizu enotske krožnice v kompleksni ravnini. Sedaj je mišljena za člene končnih eksponentnih vsot, to je na enotski krožnici, kjer so potenčne vrste odsekane. Potrebe teorije diofantskih približkov so namenjene pomožnih funkcijam, ki niso rodovne funkcije, njihovi koeficienti se skonstruirajo s pomočjo načela predala in vpletejo več kompleksnih spremenljivk. Področji teorije diofantskih enačb in teorije transcendentnosti sta se toliko razvili, da so ju uporabili pri Mordellovi domnevi.